# Gatabo
Gatabo är ett periodiskt vattendrag i Burundi.   Det ligger i provinsen Bururi, i den sydvästra delen av landet, 80 kilometer söder om huvudstaden Bujumbura.
Omgivningarna runt Gatabo är en mosaik av jordbruksmark och naturlig växtlighet. Runt Gatabo är det tätbefolkat, med 319 invånare per kvadratkilometer.